# 褶尾深海鰩
滕氏深海鰩（學名：Bathyraja tzinovskii），為軟骨魚綱鰩目單鰭鰩科深海鰩屬的一種，分布於西太平洋印尼海域，深度1766至2500公尺，體長可達69公分，棲息在深海沙泥底質海域，為底棲性魚類，卵生，屬肉食性，生活習性不明。